# CNBlue
CNBLUE (hangul: 씨엔블루) – południowokoreański zespół wykonujący muzykę z pogranicza rocka i popu powstały w Seulu w 2009 roku. Grupa debiutowała niezależnym wydawnictwem, minialbumem Now or Never, w Japonii w 2009 roku. Album nie odniósł sukcesu w Japonii w związku z czym członkowie powrócili do Korei Południowej, gdzie nagrywają płyty do chwili obecnej. Następne wydawnictwa grupy spotkały się z dobrym przyjęciem w Korei Południowej, ale i także w innych krajach azjatyckich takich jak Japonia, Tajwan, czy Filipiny. Zespół nagrywa w języku koreańskim i japońskim. Największy sukces odniósł ich album Code Name Blue w 2012 roku, który zadebiutował na 1. miejscu zestawienia Oricon w Japonii. Od 2010 roku zespół poszerzył swoją rozpoznawalność także o kraje europejskie. W 2012 roku na ich koncert w London's O2 w Londynie wyprzedano ponad 4 tysiące biletów. W 2013 roku grupa jako pierwszy koreański zespół rockowy w historii wyruszyła w światową trasę koncertową. Szacowany nakład ze sprzedaży wszystkich albumów grupy wynosi 1 milion sprzedanych egzemplarzy w Korei Południowej. Zespół jest jedną z grup muzycznych z największą liczbą sprzedanych egzemplarzy albumów w Korei Południowej.

## Dyskografia
Wybrana twórczość
| Albumy studyjne - First Step (2011) - 2gether (2015) Minialbumy - Bluetory (2010) - Bluelove (2010) - First Step +1 Thank You (2011) - Ear Fun (2012) - Re:Blue (2013) - Can’t Stop (2014) - Blueming (2016) - 7℃N (2017) - Re-Code (2020) | Źródło: Albumy studyjne - ThankU (2010) - 392 (2011) - CODE NAME BLUE (2012) - What turns you on? (2013) - WAVE (2014) - Colors (2015) - Euphoria (2016) - Stay Gold (2017) Minialbumy - Now or Never (2009) - Voice (2009) |